# Werner Ungerer
Werner Ungerer (Stuttgart, 22 april 1927 -  Wachtberg-Villip, 21 april 2014) was een Duits diplomaat en hoge ambtenaar.

Werner Ungerer

## Levensloop
Ungerer studeerde economie aan de Technische Universiteit van Stuttgart. Hij promoveerde tot doctor in de economische wetenschappen aan de Universiteit van Tübingen. Hij behaalde een postgraduaat in Europese zaken aan het Europacollege in Brugge.
Van 1952 tot 1989 doorliep hij een loopbaan bij het Ministerie van Buitenlandse Zaken van de Duitse Bondsrepubliek:
- 1954: viceconsul in Boston (USA),
- 1956: consul in Bombay (India),
- 1958: afdelingshoofd bij Euratom in Brussel,
- 1964: raadgever in het Ministerie van Buitenlandse Zaken in Bonn voor de betrekkingen met de Europese instellingen,
- 1967: hoofd van de afdeling Internationale Technologische Samenwerking (Bonn),
- 1970: gevolmachtigd minister en permanente vertegenwoordiger bij de Internationale Organisaties in Wenen,
- 1975: consul-generaal in New York ,
- 1979: adjunct directeur-generaal voor Europese Zaken en Internationale Technologische Samenwerking in het Ministerie van Buitenlandse Zaken (Bonn),
- 1984: directeur-generaal Internationale Economische Zaken in het Ministerie voor Buitenlandse Zaken (Bonn) ,
- 1985: ambassadeur en Permanente Vertegenwoordiger bij de Europese Gemeenschappen in Brussel ,
- Van november 1990 tot september 1993: rector van het Europacollege in Brugge.

In het kader van zijn ambtelijke activiteiten, was Ungerer onder meer:
- hoofd van Duitse delegaties tijdens talrijke bilaterale en multilaterale onderhandelingen,
- voorzitter van het Comité Programma en Budgettering van de Algemene Conferentie van de IAEA (1974),
- voorzitter van de OESO-groep in het Permanent Cimité van de UNIDO (1975),
- voorzitter van het Comité van Permanente Vertegenwoordigers bij de Europese Commissie (1988).

## Publicaties
Ungerer publiceerde talrijke studies, gewijd aan Europese integratie, de Verenigde Naties en energieproblemen.
Te vermelden:
- Das diplomatische Asyl in deutschen Vertretungen Lateinamerikas, Hamburg, Forschungsstelle für Völkerrecht und ausländ. öffentl. Recht,  Universität Hamburg, 1955.
- Der Zins und seine Funktion im Kreislauf einer modernen Volkswirtschaft, Stuttgart / Brügge, 1951/52.

## Privé
Ungerer was getrouwd met Irmgard Drenckhahn met wie hij drie kinderen kreeg.